# Duki
Mauro Ezequiel Lombardo Quiroga (Almagro, Argentina; 24 de juny de 1996) conegut artísticament com Duki, és un raper, cantant i freestyler argentí.
Va començar la seva carrera en la famosa competició underground El Quinto Escalón, sent un dels seus màxims referents. Va estar actiu en batalles de freestyle fins al 2016, on va començar la seva carrera musical amb No Vendo Trap i més tard dos èxits mundials: She don't give a fo (amb Khea) i Loca (amb Khea i Cazzu) i més tard va fer un remix amb l'artista Bad Bunny.